# Trident Microsystems

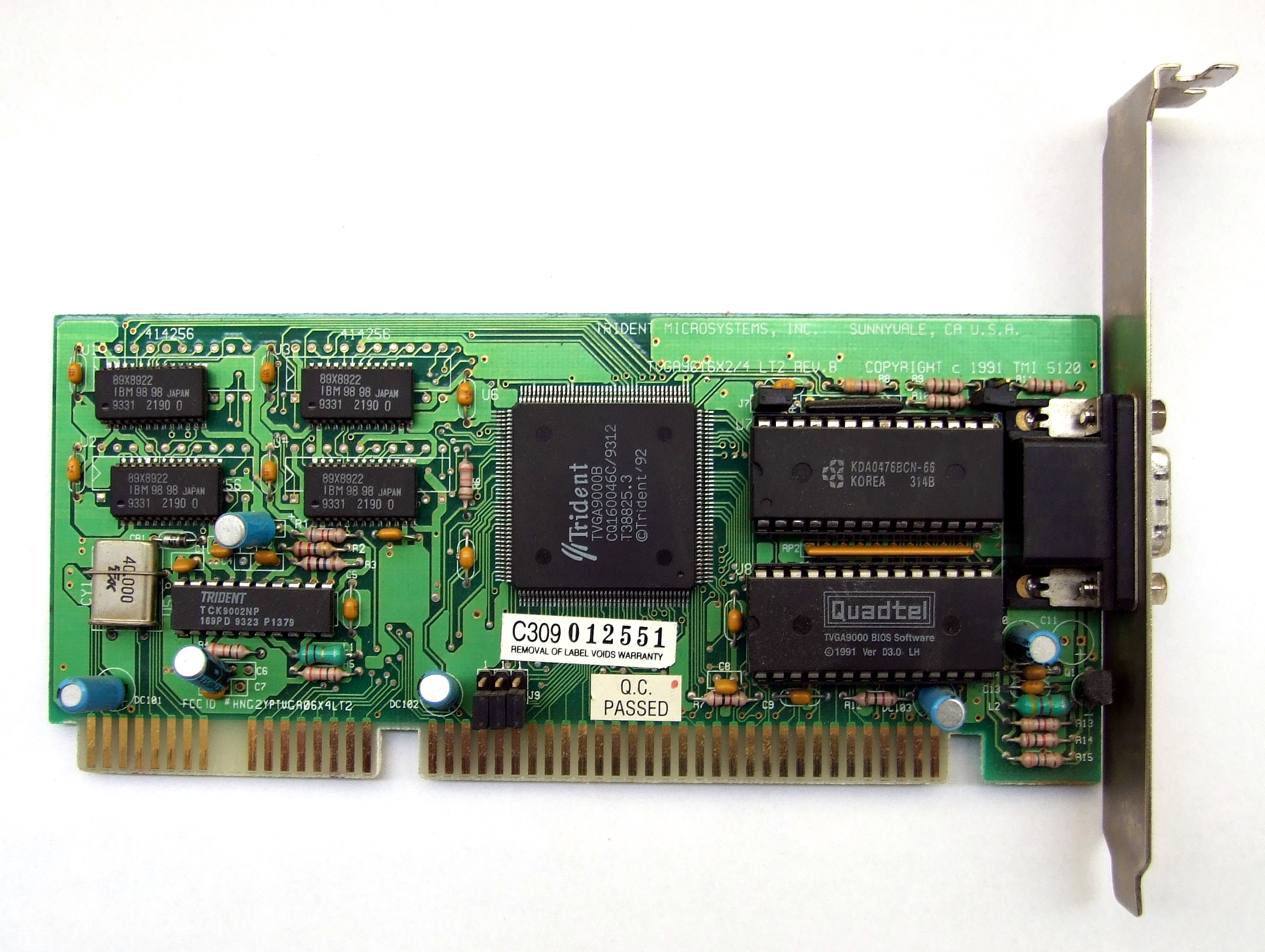
Trident TVGA 9000

Trident Microsystems byla americká společnost, která se zabývala vývojem obrazovkových procesorů pro ploché obrazovky. Vyvíjela také grafické a zvukové adaptéry pro počítače PC.
V polovině 90. let bylo možné grafické karty společnosti Trident vidět ve velké části počítačů PC. Roku 2012 tato společnost vyhlásila bankrot.